# منتخب الأردن لكرة القدم للسيدات
منتخب الأردن لكرة القدم للسيدات هو المنتخب النسائي الأول والذي يمثل الأردن في بطولات كرة القدم للسيدات. ويديره الاتحاد الأردني لكرة القدم (JFA) الهيئة الإدارية لكرة القدم في الأردن.

## التاريخ
انطلقت كرة قدم السيدات في الأردن في عام 2005، ورغم ذلك فإنها تعتبر واحدة من البلدان الرائدة في غرب آسيا. واجه الاتحاد الأردني تحديات كبيرة في بداية تأسيس المنتخب، تمثلت في جعل المجتمع الأردني يتقبل فكرة أن تلعب الفتيات كرة القدم.
وكانت أول مشاركة للمنتخب في البطولات الإقليمية، حينما شارك في بطولة اتحاد غرب آسيا للسيدات سنة 2005، حيث انتصر في جميع مبارياته في البطولة مسجلا 26 هدف ومستقبلا هدف واحد فقط، ليحصل في النهاية على كأس البطولة إثر فوزه على نظيره الإيراني بهدفين لهدف.
ساهم بعدها في دورة الألعاب الآسيوية سنة 2006 في الدوحة، ووضعته القرعة في المجموعة الأولى مع منتخبات اليابان والصين وتايلند، وشارك وقتها بجموعة شابة من اللاعبات، ولم يستطيع تسجيل أي هدف في البطولة ليخرج من الدور الأول بعد تلقيه خسائر كبيرة. في تلك الدورة، تلقى منتخب الأردن أكبر خسائره حتى هذه اللحظة ضد المنتخب الياباني، بعد أن استقبلت شباكه 13 هدفا في 30 نوفمبر 2006. دخل الفريق في تصنيف الفيفا للمنتخبات في ديسمبر 2006، عندما احتل المرتبة 62 من بين 141 منتخب نسائي دولي.
بعد انسحاب الفريق من التصفيات الأولية المؤهلة إلى الألعاب الأولمبية الصيفية 2008 في بكين، وخروجه من التصفيات النهائية التي أقيمت في تايبيه الصينية سنة 2009 المؤهلة إلى كأس الأمم الآسيوية، شارك المنتخب في بطولة كأس العرب للسيدات (الطريق إلى ألمانيا)، والتي أقيمت خلال الفترة من 18 إلى 28 أكتوبر 2010 في دولة البحرين، وشارك في البطولة ثمانية منتخبات عربية. توج المنتخب الأدرني بلقب البطولة، بعدما تغلب على نظيره المصري في المباراة النهائية.
انضم المنتخب إلى مسابقة الاتحاد الآسيوي الأولمبية، وهي تصفيات مخصصة للمنتخبات الآسيوية مؤهلة لدورة الألعاب الأولمبية لندن 2012. نجح الفريق الأردني في تخطي الحاجز الأول للتصفيات، حيث احتل المنتخب المركز الأول في منافسات المجموعة الثالثة التي أقيمت في مدينة الزرقاء الأردنية خلال الفترة من 8 إلى 12 مارس 2011. في الجولة الثانية من التصفيات، خسر المنتخب جميع مبارياته وخرج من التصفيات.
استضاف الاتحاد الأردني تصفيات كأس آسيا للسيدات، التي أقيمت في عمان بمشاركة منتخبات: الأردن، الكويت، لبنان وأوزبكستان يوم 5 يونيو 2013. خطفت سيدات الأردن صدارة المجموعة برصيد (9 نقاط)، في البداية انتصرن على لبنان 5-0 وفي المباراة الثانية حقق المنتتخب نتيجة تاريخية عندما اكتسح نظيره الكويتي بنتيجة 21 دون مقابل، وانتزعت ميساء جبارة الأضواء بتسجيل ثمانية أهداف من حصة منتخب الأردن، ويعتبر هذا الفوز أكبر نتيجة يحققها المنتخب في تاريخه. وفي ختام التصفيات المؤهلة لبطولة أمم آسيا 2014 في فيتنام، استطاع منتخب سيدات الأردن التغلب على الأوزبكيات بعد فوزهن بأربعة أهداف دون رد، وحجزن بطاقة التأهل الوحيدة إلى نهائيات بطولة كأس آسيا للمرة الأولى في تاريخ المنتخب.

## مشاركات المنتخب

### سجل كأس العالم
| نهائيات كأس العالم | نهائيات كأس العالم | نهائيات كأس العالم | نهائيات كأس العالم | نهائيات كأس العالم | نهائيات كأس العالم | نهائيات كأس العالم | نهائيات كأس العالم | نهائيات كأس العالم | نهائيات كأس العالم |
| العام              | النتيجة            | المركز             | لعب                | فاز                | تعادل              | خسر                | له                 | عليه               | الفارق             |
| ------------------ | ------------------ | ------------------ | ------------------ | ------------------ | ------------------ | ------------------ | ------------------ | ------------------ | ------------------ |
| 2007               | لم يشارك           | -                  | -                  | -                  | -                  | -                  | -                  | -                  | -                  |
| 2011               | لم يتأهل           | -                  | -                  | -                  | -                  | -                  | -                  | -                  | -                  |
| 2015               | لم يتأهل           | -                  | -                  | -                  | -                  | -                  | -                  | -                  | -                  |
| 2019               | لم يتأهل           | -                  | -                  | -                  | -                  | -                  | -                  | -                  | -                  |
| المجموع            | 0/3                | -                  | -                  | -                  | -                  | -                  | -                  | -                  | -                  |

* التعادل يشمل مباريات خروج المغلوب المحتكمة إلى ركلات الجزاء.

### سجل كأس آسيا للسيدات
| كأس آسيا للسيدات | كأس آسيا للسيدات | كأس آسيا للسيدات | كأس آسيا للسيدات | كأس آسيا للسيدات | كأس آسيا للسيدات | كأس آسيا للسيدات | كأس آسيا للسيدات | كأس آسيا للسيدات |
| العام            | النتيجة          | لعب              | فاز              | تعادل            | خسر              | له               | عليه             | الفارق           |
| ---------------- | ---------------- | ---------------- | ---------------- | ---------------- | ---------------- | ---------------- | ---------------- | ---------------- |
| 2006             | لم يشارك         | لم يشارك         | لم يشارك         | لم يشارك         | لم يشارك         | لم يشارك         | لم يشارك         | لم يشارك         |
| 2008             | لم يشارك         | لم يشارك         | لم يشارك         | لم يشارك         | لم يشارك         | لم يشارك         | لم يشارك         | لم يشارك         |
| 2010             | لم يشارك         | -                | -                | -                | -                | -                | -                | -                |
| 2014             | مرحلة المجموعات  | 3                | 0                | 0                | 3                | 2                | 13               | −11              |
| 2018             | مرحلة المجموعات  | 3                | 0                | 0                | 3                | 3                | 16               | −13              |
| المجموع          | 2/5              | -                | -                | -                | -                | -                | -                | -                |

* التعادل يشمل مباريات خروج المغلوب المحتكمة إلى ركلات الجزاء.

### الألعاب الأولمبية
| الألعاب الأولمبية الصيفية | الألعاب الأولمبية الصيفية | الألعاب الأولمبية الصيفية | الألعاب الأولمبية الصيفية | الألعاب الأولمبية الصيفية | الألعاب الأولمبية الصيفية | الألعاب الأولمبية الصيفية | الألعاب الأولمبية الصيفية | الألعاب الأولمبية الصيفية |
| العام                     | النتيجة                   | لعب                       | فاز                       | تعادل                     | خسر                       | له                        | عليه                      | الفارق                    |
| ------------------------- | ------------------------- | ------------------------- | ------------------------- | ------------------------- | ------------------------- | ------------------------- | ------------------------- | ------------------------- |
| 2008                      | انسحب من التصفيات         | انسحب من التصفيات         | انسحب من التصفيات         | انسحب من التصفيات         | انسحب من التصفيات         | انسحب من التصفيات         | انسحب من التصفيات         | انسحب من التصفيات         |
| 2012                      | لم يتأهل                  | لم يتأهل                  | لم يتأهل                  | لم يتأهل                  | لم يتأهل                  | لم يتأهل                  | لم يتأهل                  | لم يتأهل                  |
| 2016                      | لم يتأهل                  | لم يتأهل                  | لم يتأهل                  | لم يتأهل                  | لم يتأهل                  | لم يتأهل                  | لم يتأهل                  | لم يتأهل                  |
| 2020                      | سيحدد لاحقا               | سيحدد لاحقا               | سيحدد لاحقا               | سيحدد لاحقا               | سيحدد لاحقا               | سيحدد لاحقا               | سيحدد لاحقا               | سيحدد لاحقا               |
| المجموع                   | 0/4                       | -                         | -                         | -                         | -                         | -                         | -                         | -                         |

* التعادل يشمل مباريات خروج المغلوب المحتكمة إلى ركلات الجزاء.

### الألعاب الآسيوية
| دورة الألعاب الآسيوية | دورة الألعاب الآسيوية | دورة الألعاب الآسيوية | دورة الألعاب الآسيوية | دورة الألعاب الآسيوية | دورة الألعاب الآسيوية | دورة الألعاب الآسيوية | دورة الألعاب الآسيوية | دورة الألعاب الآسيوية |
| العام                 | النتيجة               | المركز                | لعب                   | فاز                   | تعادل                 | خسر                   | له                    | عليه                  |
| --------------------- | --------------------- | --------------------- | --------------------- | --------------------- | --------------------- | --------------------- | --------------------- | --------------------- |
| 2006                  | الدور التمهيدي        | 8                     | 3                     | 0                     | 0                     | 3                     | 0                     | 30                    |
| 2010                  | الدور التمهيدي        | 7                     | 3                     | 0                     | 0                     | 3                     | 1                     | 18                    |
| 2014                  | الدور التمهيدي        | 10                    | 3                     | 0                     | 1                     | 2                     | 2                     | 19                    |
| 2018                  | سيحدد لاحقا           | سيحدد لاحقا           | سيحدد لاحقا           | سيحدد لاحقا           | سيحدد لاحقا           | سيحدد لاحقا           | سيحدد لاحقا           | سيحدد لاحقا           |
| المجموع               | 3/4                   | -                     | 9                     | 0                     | 1                     | 8                     | 3                     | 67                    |

### بطولة غرب آسيا
| العام   | النتيجة       | لعب | فاز | تعادل* | خسر | له | عليه | الفارق |
| ------- | ------------- | --- | --- | ------ | --- | -- | ---- | ------ |
| 2005    | البطل         | 4   | 4   | 0      | 0   | 26 | 1    | +25    |
| 2007    | البطل         | 3   | 3   | 0      | 0   | 12 | 2    | +10    |
| 2010    | الوصيف        | 4   | 3   | 0      | 1   | 18 | 2    | +16    |
| 2011    | المركز الرابع | 5   | 2   | 2      | 1   | 16 | 6    | +10    |
| 2014    | البطل         | 3   | 3   | 0      | 0   | 22 | 0    | +22    |
| المجموع | 5/5           | 19  | 15  | 2      | 2   | 94 | 11   | +83    |

* التعادل يشمل مباريات خروج المغلوب المحتكمة إلى ركلات الجزاء.